# Знаменский, Юрий Степанович
Юрий Степанович Знаменский (18 января 1929, Иваново-Вознесенская промышленная область, РСФСР, СССР — 27 сентября 2006, Москва, Россия) — советский партийный и государственный деятель. Первый секретарь Горно-Алтайского обкома КПСС (1978—1988).

## Биография
Окончил Ивановский энергетический институт и Высшую партийную школу при ЦК КПСС. Член КПСС с 1959 года.
С 1964 по 1973 год работал главным инженером Бийского котельного завода, затем перешёл на партийную работу.
С 1973 по 1978 года первый секретарь Бийского горкома КПСС.
С октября 1978 по 20 мая 1988 года первый секретарь Горно-Алтайского обкома КПСС.
Делегат XXVI, XXVII съездов КПСС. Депутат Совета Национальностей Верховного Совета СССР X—XI созывов (1979-1989) от Горно-Алтайской АО.

## Награды
Награждён 3 орденами (в том числе орден Трудового Красного Знамени , орден Дружбы народов и «орден «Знак Почёта»»). Двумя медалями: "За доблестный труд", "Ветеран труда". А так же в 1957 году был награждён Орденом Государственного Знамени III степени за помощь в восстановлении и развитии народного хозяйства КНДР.
Почётный гражданин Республики Алтай.